# Kristy McNichol

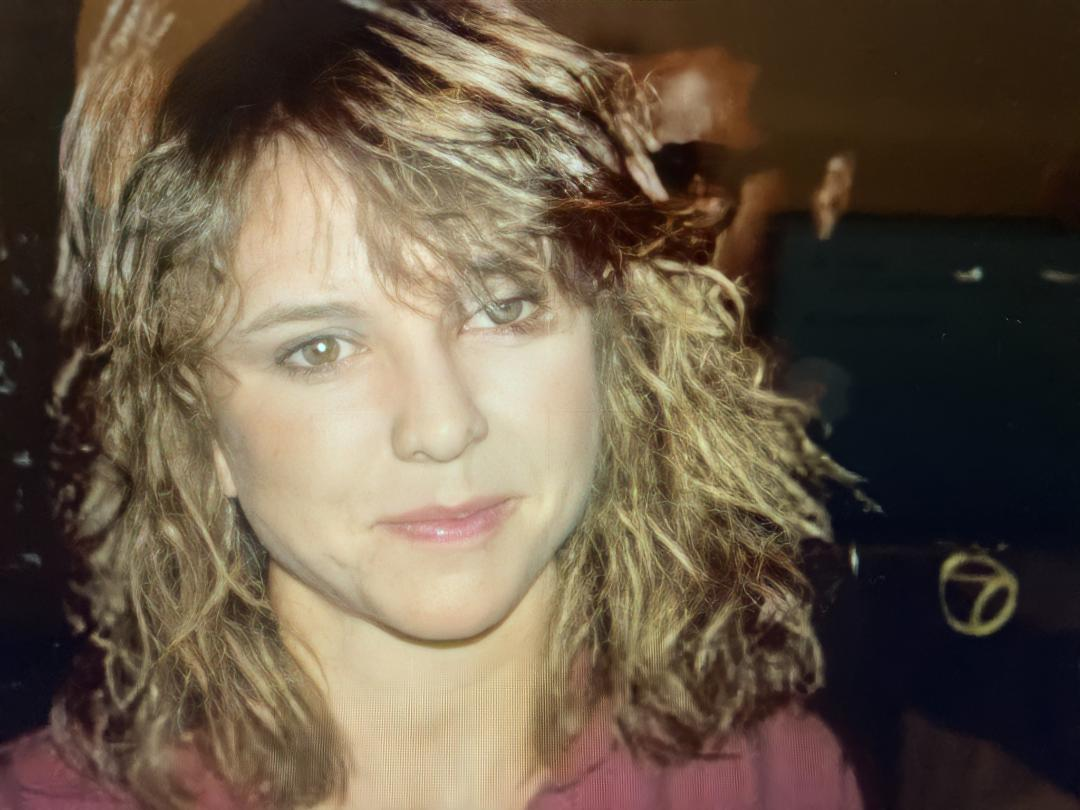
Kristy McNichol (1982)

Kristy McNichol (* 11. September 1962 als Christina Ann McNichol in Los Angeles, Kalifornien) ist eine ehemalige US-amerikanische Schauspielerin und Sängerin.

## Biografie

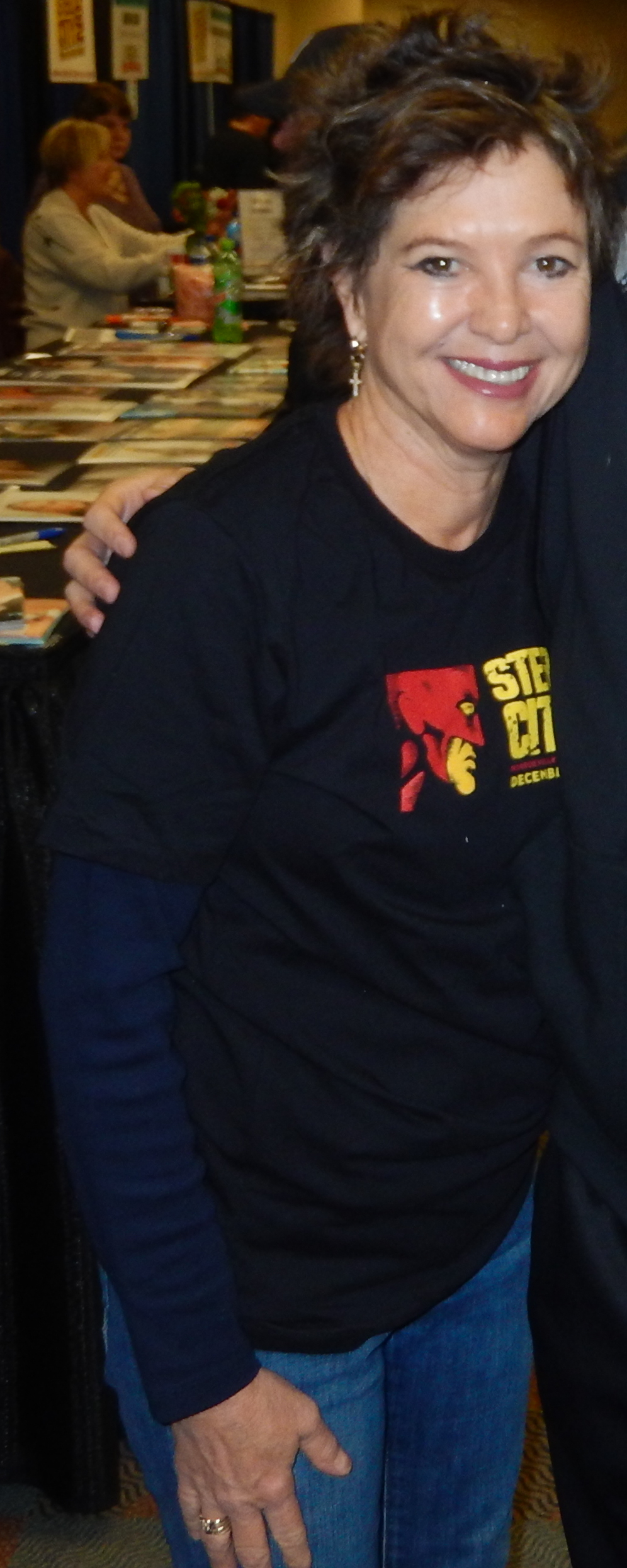
Kristy McNichol (2018)

Kristy McNichol wurde im September 1962 in Los Angeles geboren. Ihr Vater James McNichol, ein Schotte, war Handwerker. Ihre Mutter Carollyne McNichol Lucas war Schauspielerin und später Kristys Managerin. Sie hat zwei Brüder: Jimmy und Thomas McNichol. Jimmy McNichol ist ebenfalls Schauspieler. Als sie drei Jahre alt war, ließen sich ihre Eltern scheiden. Sie war 19, als ihre Mutter den Deutschen Siegfried Lucas heiratete. Zusammen adoptierten sie im selben Jahr Kristys Schwester Jennifer Lucas.
Bereits im Alter von sechs Jahren drehte McNichol diverse Werbespots und hatte 1973 ihren ersten Fernsehauftritt in der Serie Love, American Style. Internationale Bekanntheit erlangte sie 1976 durch ihre Rolle als „Buddy“ Lawrence in der Fernsehserie Eine amerikanische Familie, die sie bis 1980 spielte. Parallel dazu hatte sie auch einige Gastauftritte in anderen erfolgreichen Serien wie Die Sieben-Millionen-Dollar-Frau, Starsky & Hutch und Love Boat. 1978 gab McNichol ihr Kinodebüt in Nobody Is Perfect an der Seite von Burt Reynolds.
Neben der Schauspielerei widmete sich McNichol auch der Musik. Sie schloss einen Plattenvertrag mit RCA Records und nahm 1978 gemeinsam mit ihrem Bruder das Album Kristy & Jimmy McNichol auf. Die Single-Auskopplung He’s So Fine, ein Cover des The-Chiffons-Hits von 1963, erreichte Platz 70 der US-amerikanischen Billboard Charts.
Mit Tatum O’Neal, Matt Dillon und Cynthia Nixon spielte sie in dem Jugendfilm Kleine Biester (1980) und stand gemeinsam mit Christopher Atkins in Pirate Movie (1982) vor der Kamera.
Für ihre Darstellung in Mrs. Hines und Tochter wurde sie 1981 mit dem Young Artist Award als Beste Hauptdarstellerin in einem Spielfilm ausgezeichnet und im Jahr darauf für den Golden Globe Award als Beste Nebendarstellerin nominiert.
1982 übernahm McNichol die Hauptrolle in dem Film Ein Klassemädchen mit Michael Ontkean. Während der Dreharbeiten in Frankreich erlitt sie einen Nervenzusammenbruch und unterzog sich daraufhin einer Psychotherapie. Sie begründete ihren Zusammenbruch später mit der pausenlosen Arbeit und dem Druck, den ihre Mutter auf sie ausgeübt habe. Außerdem habe ihr die alleinige finanzielle Verantwortung für ihre Familie zu schaffen gemacht. Nach der Therapie konnte McNichol die Dreharbeiten zu Ein Klassemädchen fortsetzen und der Film kam 1984 ins Kino.
Nach diesem Vorfall trat die Schauspielerin beruflich etwas kürzer. 1988 war McNichol in dem Kinofilm Two Moon Junction und in einer Gastrolle in der Fernsehserie Mord ist ihr Hobby zu sehen. Im gleichen Jahr übernahm sie zudem in der Fernsehserie Harrys Nest eine der Hauptrollen neben Richard Mulligan, beendete ihr Engagement jedoch 1992 aufgrund erneuter psychischer Probleme.
Danach folgten noch einige Fernsehfilme und zwei Gastrollen in der Erfolgsserie Golden Girls, bevor sich McNichol 1998 endgültig aus dem Filmgeschäft zurückzog. Laut einem Bericht des TV-Senders CBS in der Sendung Where Are They Now unterrichtete sie im Anschluss an einer Privatschule in Los Angeles Theaterwissenschaft und Drama.

## Filmografie (Auswahl)
- 1973: Love, American Style (Fernsehserie, Gastauftritt)
- 1974–1975: Apple’s Way (Fernsehserie)
- 1975–1977: Junge Schicksale (ABC Afterschool Specials, Fernsehserie, drei Gastauftritte)
- 1976: Sara (Fernsehserie, Gastauftritt)
- 1976: Die Sieben-Millionen-Dollar-Frau (The Bionic Woman, Fernsehserie, Gastauftritt)
- 1976–1978: Starsky & Hutch (Fernsehserie, drei Gastauftritte)
- 1976–1980: Eine amerikanische Familie (Family, Fernsehserie)
- 1977: The Love Boat II (Fernsehfilm)
- 1977: Black Sunday (Szenen geschnitten)
- 1977: Love Boat (The Love Boat, Fernsehserie, Gastauftritt)
- 1977: Flipperkugeln (The Pinballs, Jugendfilm)
- 1978: Mein deutscher Soldat (The Summer of My German Soldier, Fernsehfilm)
- 1978: Nobody Is Perfect (The End)
- 1978: Like Mom, Like Me (Fernsehfilm)
- 1979: My Old Man (Fernsehfilm)
- 1980: Kleine Biester (Little Darlings)
- 1980: Vom Bösen geblendet (Blinded by the Light, Fernsehfilm)
- 1981: Mrs. Hines und Tochter (Only When I Laugh)
- 1981: Amanda lässt die Puppen tanzen (The Night the Lights Went Out of Georgia)
- 1982: Pirate Movie (The Pirate Movie)
- 1982: Der weiße Hund von Beverly Hills (White Dog)
- 1984: Ein Klassemädchen (Just the Way You Are)
- 1985: Love, Mary (Fernsehfilm)
- 1986: Dream Lover
- 1987: Hell Zone – Im Vorhof der Hölle (Women of Valor, Fernsehfilm)
- 1988: Man(n) hat’s nicht leicht (You Can’t Hurry Love)
- 1988: Mord ist ihr Hobby (Murder, She Wrote, Fernsehserie, Gastauftritt)
- 1988: Two Moon Junction
- 1988–1992: Harrys Nest (Empty Nest, Fernsehserie)
- 1989: The Forgotten One
- 1990: Die Kinder der Braut (Children of The Bride, Fernsehfilm)
- 1991: Ein Baby kommt selten allein (Baby of The Bride, Fernsehfilm)
- 1991–1992: Golden Girls (The Golden Girls, Fernsehserie, zwei Gastauftritte)
- 1993: Die Mutter der Braut (Mother of The Bride, Fernsehfilm)
- 1997: Extreme Ghostbusters (Zeichentrickserie, Sprechrolle, Gastauftritt)
- 1998: Invasion America (Fernsehserie)

## Auszeichnungen und Nominierungen (Auswahl)
Auszeichnungen
- 1977: Emmy – Beste Nebendarstellerin in einer Dramaserie für Eine amerikanische Familie
- 1979: Emmy – Beste Nebendarstellerin in einer Dramaserie für Eine amerikanische Familie
- 1980: People’s Choice Award – Beliebteste Filmschauspielerin
- 1980: Goldener Bravo Otto – Beliebteste Filmschauspielerin
- 1982: Young Artist Award – Beste junge Filmschauspielerin für Mrs. Hines und Tochter
- 1989: Goldene Himbeere – Schlechteste Nebendarstellerin für Two Moon Junction

Nominierungen
- 1978: Emmy – Beste Nebendarstellerin in einer Dramaserie für Eine amerikanische Familie
- 1979: Golden Globe – Beste Serien-Hauptdarstellerin – Drama für Eine amerikanische Familie
- 1980: Emmy – Beste Nebendarstellerin in einer Dramaserie für Eine amerikanische Familie
- 1980: Young Artist Award – Beste Jungschauspielerin in einer Fernsehserie für Eine amerikanische Familie
- 1981: Young Artist Award – Beste junge Filmschauspielerin für Kleine Biester
- 1982: Golden Globe – Beste Nebendarstellerin für Mrs. Hines und Tochter
- 1983: Goldene Himbeere – Schlechteste Schauspielerin für The Pirate Movie